# Cas-functie
De cas-functie is een goniometrische functie die gebruikt wordt in de signaalanalyse, meer bepaald als kern van de Hartleytransformatie. Deze transformatie zet een reëel signaal om in een reële frequentie-afhankelijke functie, door een correlatie te berekenen met de cas-functie. De benaming cas is de afkorting van cosine and sine.

## Definitie

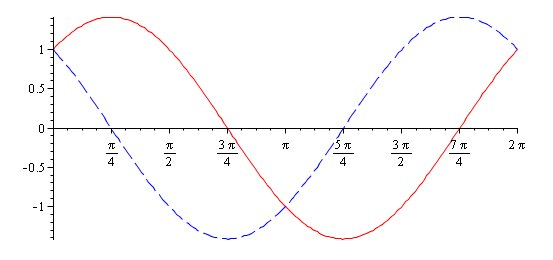
De cas-functie (volle lijn) en zijn complement (stippellijn), beide gedurende één periode getekend.

De cas-functie is gedefinieerd als:
{\displaystyle \operatorname {cas} (\theta )=\cos(\theta )+\sin(\theta )}
De hoek {\displaystyle \theta } ontstaat in de praktijk als het product van een hoeksnelheid {\displaystyle \omega } met de tijdsveranderlijke {\displaystyle t}:
{\displaystyle \theta =\omega t}
De cas-functie is periodiek met periode {\displaystyle 2\pi }.
Door gebruik te maken van de basisregels van de goniometrie kan men deze functie ook schrijven als een zuivere cosinus of een zuivere sinus:
{\displaystyle \operatorname {cas} (\theta )={\sqrt {2}}\,\cos(\theta -{\tfrac {1}{4}}\pi )={\sqrt {2}}\,\sin(\theta +{\tfrac {1}{4}}\pi )}
Het complement {\displaystyle \operatorname {cas} ^{*}} van de cas-functie is:
{\displaystyle \operatorname {cas} ^{*}(\theta )=\operatorname {cas} (-\theta )=\cos(\theta )-\sin(\theta )}
Deze functie is ook gelijk aan:
{\displaystyle \operatorname {cas} ^{*}(\theta )={\sqrt {2}}\,\cos(\theta +{\tfrac {1}{4}}\pi )=-{\sqrt {2}}\,\sin(\theta -{\tfrac {1}{4}}\pi )}

## Andere relaties met goniometrische functies
Som- en verschilformules:
{\displaystyle \operatorname {cas} (\alpha +\beta )=\cos(\alpha )\cdot \operatorname {cas} (\beta )+\sin(\alpha )\cdot \operatorname {cas} ^{*}(\beta )}
{\displaystyle \operatorname {cas} (\alpha -\beta )=\cos(\alpha )\cdot \operatorname {cas} ^{*}(\beta )+\sin(\alpha )\cdot \operatorname {cas} (\beta )}

## Integraal en afgeleide
Afgeleide:
{\displaystyle {\frac {\rm {d}}{{\rm {d}}\theta }}\operatorname {cas} (\theta )=\operatorname {cas} (-\theta )=\operatorname {cas} ^{*}(\theta )}
Integraal:
{\displaystyle \int \operatorname {cas} (\theta ){\rm {d}}t=-\operatorname {cas} (-\theta )=-\operatorname {cas} ^{*}(\theta )}